# Chloe Kim
Chloe Kim (nascuda el 23 d'abril de 2000) és una surfista de neu estatunidenca i dues vegades medallista d'or olímpica. Als Jocs Olímpics d'Hivern de 2018, es va convertir en la dona més jove a guanyar una medalla d'or olímpica de surf de neu quan va guanyar l'or en el halfpipe de surf de neu femení als 17 anys.
Als Jocs Olímpics d'hivern de Pequín de 2022, es va convertir en la primera dona a guanyar dues medalles d'or en halfpipe. Va ser set vegades medallista d'or als X Games i la primera dona a guanyar dues medalles d'or en surf de neu als Jocs Olímpics de la Joventut d'Hivern. És la campiona mundial, olímpica, olímpica de la joventut i dels X Games al halfpipe i la primera a guanyar el títol en els quatre esdeveniments principals.
Kim va ser guardonada amb el premi ESPY a la millor esportista d'acció femenina tres anys consecutius i el premi Laureus World Action Sportsperson of the Year dos anys consecutius. Kim també va ser inclosa a les 100 persones més influents del 2018 de la revista Time.